# Jennifer Lame
Jennifer Lame (Filadelfia, 1981) è una montatrice statunitense, assidua collaboratrice del regista Noah Baumbach e vincitrice di un Oscar al miglior montaggio per il film Oppenheimer (2023).

## Filmografia
- Price Check, regia di Michael Walker (2012)
- Frances Ha, regia di Noah Baumbach (2012)
- First Winter, regia di Benjamin Dickinson (2012)
- Giovani si diventa (While We're Young), regia di Noah Baumbach (2014)
- Città di carta (Paper Towns), regia di Jake Schreier (2015)
- Mistress America, regia di Noah Baumbach (2015)
- Manchester by the Sea, regia di Kenneth Lonergan (2016)
- The Meyerowitz Stories, regia di Noah Baumbach (2017)
- Tyrel, regia di Sebastián Silva (2018)
- Hereditary - Le radici del male (Hereditary), regia di Ari Aster (2018)
- Storia di un matrimonio (Marriage Story), regia di Noah Baumbach (2019)
- Tenet, regia di Christopher Nolan (2020)
- Black Panther: Wakanda Forever, regia di Ryan Coogler (2022)
- Oppenheimer, regia di Christopher Nolan (2023)
- Postcard from Earth, regia di Darren Aronofsky (2023) - mediometraggio

## Riconoscimenti
- Premi Oscar
  - 2024 - Miglior montaggio per Oppenheimer

- Premi BAFTA
  - 2017 - Candidatura al miglior montaggio per Manchester by the Sea
  - 2024 - Miglior montaggio per Oppenheimer

- Independent Spirit Awards
  - 2014 - Candidatura al miglior montaggio per Frances Ha
  - 2017 - Candidatura al miglior montaggio per Manchester by the Sea

- Satellite Awards
  - 2019 (dic.) - Candidatura al miglior montaggio per Storia di un matrimonio
  - 2024 - Candidatura al miglior montaggio per Oppenheimer